# AMD Athlon Neo
AMD Athlon Neo – procesor firmy AMD przeznaczony dla „supercienkich laptopów” (Ultrathin Notebooks). Procesor bazuje na technologii wykonania 65 nm, taktowany jest zegarem 1,6GHz (8*200), posiada 512KB cache L2 i zużywa 15 W energii. Pierwszym komputerem wykorzystującym ten procesor jest HP dv2 Pavilion Entertainment Notebook.

## AMD Athlon II Neo
Jest to druga generacja procesorów Athlon Neo. Produkowana jest w 45 nm procesie technologicznym i zbudowana jest w architekturze K10.5. Występuje w wersji jedno- i dwurdzeniowej. W zależności od tego posiada 1 lub 2 MiB pamięci cache drugiego poziomu.